# Matías Córdova
Matías Córdova Espinel (Chiclayo, Perú, 5 de mayo de 2002) es un futbolista peruano que juega como guardameta  y su equipo actual es Santos de la Liga 2 de Perú, cedido por Sporting Cristal.

## Trayectoria
Matías Córdova inició y terminó su formación en las divisiones inferiores de Sporting Cristal .
El 2020 fue parte del Plantel que salió campeón de la liga y en 2021 de la copa Bicentenario. Ese mismo año fue campeón con el equipo sub-18 en el Torneo Extraordinario sub-18 .
Debutó en el primer equipo de Sporting Cristal el 30 de octubre del 2022 donde ingresó en los 12 minutos finales en el triunfo ante Carlos Mannucci por 4-0.

## Clubes y estadísticas

### Clubes
| Club             | País | Año               |
| ---------------- | ---- | ----------------- |
| Sporting Cristal | Perú | 2020 -2024        |
| Santos           | Perú | 2025 - Actualidad |

Santos

### Participaciones en competiciones internacionales
| Torneo                        | Club             | Resultado      | Partidos | Goles | Asist. |
| ----------------------------- | ---------------- | -------------- | -------- | ----- | ------ |
| Copa Libertadores Sub-20 2022 | Sporting cristal | Fase de grupos | 3        | 0     | 1      |

## Palmarés

### Campeonatos nacionales
| Título                    | Equipo           | País | Año  |
| ------------------------- | ---------------- | ---- | ---- |
| Primera División del Perú | Sporting Cristal | Perú | 2020 |
| Copa Bicentenario         | Sporting Cristal | Perú | 2021 |

### Torneos cortos
| Título          | Equipo           | País | Año  |
| --------------- | ---------------- | ---- | ---- |
| Torneo Apertura | Sporting Cristal | Perú | 2021 |

### Torneos Formativos
| Título                 | Equipo           | País | Año  |
| ---------------------- | ---------------- | ---- | ---- |
| Copa Generación Sub-18 | Sporting Cristal | Perú | 2021 |